# Рудницкий, Ярослав-Богдан Антонович
Яросла́в-Богда́н Анто́нович Рудни́цкий (укр. Ярослав-Богдан Рудницький, англ. Jaroslav Rudnyckyj; 1910, Перемышль — 1995, Монреаль, Канада) — канадский лингвист, лексикограф, специалист в области этимологии, фольклорист, библиограф, писатель и публицист украинского происхождения. Участник издания журнала «Біблос». Президент Украинской свободной академии наук в Канаде (1974—1977 и с 1980).
Принадлежит к роду Антоновичей, потомок Варвары Ивановны Михель.
Один из первых славистов Канады, один из основоположников теории канадского мультикультурализма. Среди его работ известны «Этимологический словарь украинского языка» (1962—1982) и другие работы по языкознанию. Считается автором термина «лингвоцид».
Государственный деятель. Премьер-министр Украинской народной республики в изгнании (1980—1989).